# Jerry Schilling
Jerry Schilling (Memphis, 6 febbraio 1942) è un produttore cinematografico e talent scout statunitense.
Noto principalmente per essere stato amico e collaboratore del cantante di rock and roll Elvis Presley, facendo parte dell'onnipresente entourage di Elvis chiamato "Memphis Mafia".

## Biografia
Schilling nacque a Memphis nel 1942. Sua madre morì quando aveva un anno. Crebbe con nonni e zie nelle zone più povere di Memphis. Schilling conobbe Presley nel luglio 1954 tramite Red West, che era amico di suo fratello maggiore. Presley e Schilling strinsero una forte amicizia che è durata fino alla morte del cantante nel 1977. Senza interruzioni dal 1964 al 1975 Schilling lavorò alle dipendenze di Presley e faceva parte del suo staff di collaboratori che la stampa soprannominò "Memphis Mafia". Nel 1970 Presley scelse Schilling e Sonny West per accompagnarlo durante la sua visita a Richard Nixon alla Casa Bianca. Nel frattempo, Schilling lavorò anche come montatore di film per la Paramount Pictures. Lasciò spontaneamente l'entourage di Elvis nel 1976.
Dopo la morte di Presley, Schilling ha lavorato, tra le altre cose, come direttore affari creativi della Elvis Presley Enterprises dal 1987 al 1991 e per tre anni come presidente e CEO della Memphis Music Commission. Schilling ha anche gestito la figlia di Presley Lisa Marie dal 1989 al 1991 e ha lavorato con artisti come The Beach Boys, Carl Wilson, Jerry Lee Lewis e Billy Joel.
Nel 2007 Schilling ha pubblicato le sue memorie, scritte in collaborazione con Chuck Crisafulli, intitolate Me and a Guy Named Elvis: My Lifelong Friendship with Elvis Presley.
Lavorò anche come consulente o interlocutore alla creazione di numerosi lungometraggi e documentari sulla vita di Presley. Dagli anni '90 ha prodotto i suoi film su Presley. Schilling è stato produttore esecutivo per il film Elvis & Nixon di Liza Johnson, la cui sceneggiatura era basata sui resoconti di Schilling dell'incontro tra Presley e Nixon. Nel film biografico Elvis (2022) di Baz Luhrmann, è stato interpretato da Luke Bracey.
Dal 1967 al 1973 è stato sposato con la prima moglie Sandy Schilling (nata Kawelo) e dal 1980 al 1985 sposò in seconde nozze Myrna Smith, una delle coriste di Elvis (The Sweet Inspirations). Dal 2000 è sposato con Cindy Schilling (nata Bennett), con la quale aveva una relazione dal 1987. Vive a Los Angeles.

## Filmografia parziale
Produttore
- Elvis (serie TV, 1 episodio, co-produzione) (1990)
- Elvis: The Great Performances – Center Stage, Volume One (documentario) (1990)
- Elvis: The Great Performances, Vol. 2 – The Man and the Music (documentario) (1990)
- Elvis in Hollywood (documentario) (1993)
- Elvis: The Great Performances, Vol. 3 – From the Waist Up (documentario) (1997)
- Elvis: The Great Performances (documentario) (2011)

Produttore esecutivo
- Elvis & Nixon (2016)
- Elvis Presley: The Searcher (documentario) (2018)
- Elvis (miniserie) (2019)

## Libri
- Me and a Guy Named Elvis: My Lifelong Friendship with Elvis Presley. con Chuck Crisafulli; New York, Gotham Books, 2007, ISBN 978-1-592-40305-9.
- On Stage with Elvis Presley: The Backstage Stories of Elvis’ Famous TCB Band – James Burton, Ron Tutt, Glen D. Hardin and Jerry Scheff., prefazione di Stuart Coupe, Beverly Hills, CA, SEG Publishing, 2020, ISBN 978-0-578-77746-7.